# Pyxidiophorales
Pyxidiophorales är en ordning av svampar. Pyxidiophorales ingår i klassen Laboulbeniomycetes, divisionen sporsäcksvampar och riket svampar.
| Pyxidiophorales | \| \| Pyxidiophoraceae \| \| \| \| |
|                 | \| \| Pyxidiophoraceae \| \| \| \| |
|                 | Laboulbeniales                     |
|                 |                                    |
|                 | Pyxidiophoraceae                   |
|                 |                                    |

|  | Pyxidiophoraceae |
|  |                  |